# Distenia cyaneipennis
Distenia cyaneipennis là một loài bọ cánh cứng trong họ Cerambycidae.